# أحمد الكيلاني

أحمد يوسف محمد نجيب زيد الكيلاني هو فنان شعبي فلسطيني .

## سيرته الذاتية
الفنان أحمد الكيلاني هو فنان شعبي فلسطيني ذو شهرة واسعة. مواليد 1971-2-20 ولد في بلدة يعبد قضاء جنين.
وهو فنان يحاول الحفاظ على التراث الفلسطيني والدفاع عنه من محاولات طمسه. من خلال الأعراس الشعبية والمهرجانات.
بدأ أحمد الكيلاني مسيرته الفنية منذ 1990، واكتسب شهرته تدريجيًا من خلال الأداء المباشر في الحفلات وتسجيلاته المنتشرة على منصات التواصل الاجتماعي ومواقع الفيديو مثل يوتيوب و سبوتيفاي. لديه جمهور واسع يُتابعه ويُعجب بأعماله التي تُحقق مشاهدات عالية.
كما تميز الكيلاني بالتمكن من مختلف الأنماط الشعبية: يستطيع الكيلاني أداء أنماط مختلفة من الأغاني الشعبية الفلسطينية، من الدحية والبداوية إلى الأغاني الفلكلورية القديمة، مرورًا بالأغاني الأكثر حداثة التي تحافظ على الروح الشعبية. وحضوره القوي في الأعراس الفلسطينية. 

## مسيرته
بدأ أحمد الكيلاني الغناء وقت مبكر، حيث أنه لم يدرس الموسيقى بل تعلمها بالممارسة حيث كان يذهب للغناء في الإذاعة الصباحية وفي الأعراس التي تقام في بلدته، حيث كون أول فرقة له حينها، وكانت تسمى فرقة ( فلسطين ) في 1990.
أنشأ حينها العديد من الأغاني أشهرها أغنية سجل يا قاضي سجل، وألبوم سهرة العروس. حيث لاقوا صدى كبير في فلسطين وعلى مستوى الوطن العربي .
حينها كان قد انتشرت شهرته وكان يذهب للغناء في جميع أنحاء فلسطين وفي الداخل الفلسطيني، وكان قد سجل العديد من الأغاني حينها، كما أنه كان دائما يحاول الحفاظ على التراث الفلسطيني من خلال أغانيه ومن خلال مشاركاته في المهرجانات الفلسطينية وللجاليات العربية 

## الأغاني
يا ريتك مباركة , حنا العرايس , مبروك ثوب الزفة , محلا حمام الدار , مشوها مشوها هالعروس , يا رويدتنا , اسمر يا اسمر , هايم هايم , ليلة شو جميلة , غزة تحت النار , لاقينا الموت , يا ساحرة , جاني الهوا , خليني بجبنك , انتا الهوا , انتا السند , شمعة على قبر الشهيد , الف مبارك , امو يا امو , سجل يا قاضي سجل , احبك حب , انا ع عهدك , يا بيي , اتعبتي قلبي .

## الكليبات
صارت تقلي بحبك , محلا قعدات الختيار , اهلا رمضان , راحو حبابي , 

## الجوائز
حصد الكيلاني على العديد من الجوائز من خلال مسيرته : منها من خلال الجامعات الفلسطينية : جامعة بيرزيت , جامعة الخليل , الجامعة العربية الامريكية
ومنها من خلال المهرجانات التراثية الفلسطينية : مهرجان يعبد التراثي الاول , مهرجان نابلس الوطني , مهرجان اوتار 
ومنها من خلال الحفلات للجاليات العربية : حفل المانيا برلين 2009 , حفلات الولايات المتحدة 2025 ( شيكاغو , نيويورك , فلوريدا , اوهايو , كاليفورنا ) , حفلات الأردن .